# Bank Polska Kasa Opieki
Pekao —  польський універсальний банк, який надає послуги роздрібним і корпоративним клієнтам. Після злиття з банком BPH Pekao став найбільшим банком у Польщі за активами. UniCredit є основним акціонером Pekao і володіє 59% акцій. Pekao має найбільшу на польському ринку долю корпоративних кредитів і депозитів, а також має найбільший бізнес по взаємних фондах. Pekao має 1,100 відділень і 23 тис. працівників.
Ринкова капіталізація Pekao становить 39.1 млрд злотих, кількість випущених акцій – 262 млн. Акції банку котируються на Варшавській фондовій біржі.
Станом на 31 грудня 2011 року активи Pekao становили (у польських злотих) 146.6 млрд, акціонерний капітал – 21.3 млрд, кредитний портфель – 92.8 млрд, депозити клієнтів – 108.4 млрд. Рентабельність капіталу становила у 2010 р. 14.2%, коефіцієнт достатності капіталу – 17.0%.

## Історія

### Роки становлення
У 1929 році голова правління Pocztowa Kasa Oszczędności Генрик Грубер помітив, що існує потреба в банку, який міг би надавати фінансові послуги восьми мільйонам поляків, що проживають за межами країни. Виходячи з цих припущень, 17 березня 1929 року Міністерство фінансів створило Bank Polska Kasa Opieki Spółka Akcyjna. 29 жовтня того ж року Окружний суд Варшави вніс Bank Polska Kasa Opieki SA до комерційного реєстру. Акціонерами компанії були Pocztowa Kasa Oszczędności, Bank Gospodarstwa Krajowego та Państwowy Bank Rolny. Перші філії були відкриті у Франції, Аргентині та США, а також у Тель-Авіві (нині Ізраїль). До 1939 року Pekao мав філії у столицях більшості країн, де оселилися польські емігранти.